# NGC 960
NGC 960 é uma galáxia espiral (Sb) localizada na direcção da constelação de Cetus. Possui uma declinação de -09° 18' 01" e uma ascensão recta de 2 horas, 31 minutos e 41,3 segundos.
A galáxia NGC 960 foi descoberta em 1886 por Frank Leavenworth.